# Le Tigre (île)
Pour les articles homonymes, voir Tigre (homonymie).

Le Tigre est une petite île stratovolcanique du Honduras située dans le golfe de Fonseca. Il fait partie du département de Valle. Avec 
Isla Zacate Grande (en), Isla Commandante et quelques cayes il forme la municipalité de Amapala. Grâce à un canal naturel profond et à l'absence d'infrastructures modernes, Amapala est depuis de nombreuses années le principal port du Honduras dans l'océan Pacifique.
Le stratovolcan basaltique conique, culminant à 783 m, est le volcan le plus méridional du Honduras. L'île d'El Tigre est le volcan le moins disséqué, avec le volcan voisin de Zacate Grande, sur le continent et est probablement d'âge Holocène. Un simple cône satellite, El Vigía, est visible du centre peuplé d'Amapala, du côté nord-ouest.
Trois pays, le Honduras, le Salvador et le Nicaragua, ont des côtes le long du golfe de Fonseca, et tous trois ont été impliqués dans un long conflit sur les droits du golfe et des îles situées à l'intérieur. En 1992, une chambre de la Cour internationale de justice (CIJ) a tranché le différend des frontières terrestres, insulaires et maritimes, sur le golfe de Fonseca. La CIJ a décidé qu'e le Salvador, le Honduras et le Nicaragua devaient partager le contrôle du golfe. Le Salvador s'est vu attribuer les îles de Meanguera et Meanguerita, et le Honduras l'île Le Tigre.